# Megacricetodon
Megacricetodon es un género de cricétidos del Mioceno europeo conocido por sus restos fósiles. Aparece en el registro durante el Aragoniense medio y desaparecen en el Vallesiense inferior. En bioestratigrafía son útiles para establecer biozonas.

## Especies
- †Megacricetodon andrewsi Pelaez-Campomanes & Daams, 2002
- †Megacricetodon bavaricus Fahlbusch, 1964
- †Megacricetodon beijiangensis Maridet et al., 2011
- †Megacricetodon bourgeoisi Schaub, 1925
- †Megacricetodon collongensis Mein, 1958
- †Megacricetodon crusafonti Freudenthal, 1963
- †Megacricetodon debruijni Freudenthal, 1968
- †Megacricetodon dzhungaricus Kordikova y de Bruijn, 2001
- †Megacricetodon gregarius Schaub, 1925
- †Megacricetodon ibericus Schaub, 1944
- †Megacricetodon lopezae Garcia Moreno, 1986
- †Megacricetodon minor Lartet, 1851
- †Megacricetodon minutus Daxner, 1967
- †Megacricetodon primitivus Mein & Freudenthal, 1971
- †Megacricetodon pusillus Qiu, 1996
- †Megacricetodon rafaeli Daams y Freudenthal, 1988
- †Megacricetodon similis Fahlbusch, 1964
- †Megacricetodon sinensis Qiu et al., 1981
- †Megacricetodon vandermeuleni[4] Oliver & Peláez-Campomanes, 2013
- †Megacricetodon yei Bi et al., 2008